# Crystal Meadows
Crystal Meadows est une communauté située dans la province d'Alberta, dans le cc.